# دوميترو هوبير
دوميترو هوبير (بالرومانية: Dumitru Hubert)‏ هو متزلج جماعي وطيار روماني، ولد في 3 سبتمبر 1899 في بوخارست في رومانيا، وتوفي في 27 أغسطس 1934 في براشوف في رومانيا.

## وصلات خارجية
- دوميترو هوبير على موقع أوليمبيديا (الإنجليزية)